# Marko Putinčanin
Marko Putinčanin (Mapкo Путинчaнин;sinh ngày 16 tháng 12 năm 1987 ở Beograd) là một hậu vệ bóng đá Serbia thi đấu cho Vojvodina.
Trước đây anh từng thi đấu ở câu lạc bộ quê nhà FK Zemun, trước năm 2007, và từ 2007 đến 2009, ở FK Bežanija (38 trận và 2 bàn thắng). Khi bắt đầu sự nghiệp chuyên nghiệp, trong lúc thi đấu ở FK Zemun, anh cũng được cho mượn đến FK Radnički Nova Pazova và FK Zmaj Zemun. Anh có thể chơi ở vị trí hậu vệ phải hoặc tiền vệ cánh.
Vào tháng 12 năm 2014, Putinčanin rời khỏi FC Zhetysu.
Vào tháng 1 năm 2018, Putinčanin ký bản hợp đồng 18 tháng với câu lạc bộ Serbia Vojvodina.